# Las aventuras de Ellery Queen
Los once relatos recopilados por Ellery Queen en esta primera selección de sus obras cortas habían aparecido ya en su mayoría en diversas revistas populares de misterio, pero a petición de sus seguidores Dannay y Lee decidieron presentarlas como un conjunto unitario en 1934, cuando los autores habían llegado a tener una gran popularidad tras la publicación de "El misterio de los hermanos siameses", anteponiendo a todos sus títulos para conseguir una cierta unidad la expresión : “La aventura de…”. Seis años más tarde realizarían una nueva recopilación de relatos, incluyendo en ellos la novela corta "La lámpara de Dios".
- El viajero africano (historia original)

- La acróbata ahorcada    (Mystery,  5/34 como "La chica en el trapecio")

- El sello negro de un penique (Great Detective Stories, 4/33)

- La mujer barbuda (Mystery, 8/34 como "La Barba Siniestra")

- Los tres hombres cojos (Mystery, 4/34)

- El amante invisible (Mystery, 9/34 como "Cuatro jóvenes enamorados de una mujer")

- La pitillera de teca  (Mystery, 5/33 como "El asunto del estudiante galante")

- El perro de dos cabezas (Mystery, 6/34)

- El reloj de cristal (Mystery League, 10/33)

- Los siete gatos negros (Mystery, 10/34 como "El gato negro desaparecido")

- La hora del té de locos (Redbook, 10/34)

## Valoración crítica
Estas primeras historias cortas de Ellery Queen se caracterizan por la sustancia y la complejidad de sus tramas.  Las más antiguas de ellas (1933), "El sello negro de un penique" y "El reloj de cristal", comparten algunas características comunes. Ambas tratan sobre vendedores de objetos preciosos (sellos y joyas, respectivamente), y forman un retrato del mundo de los coleccionistas, anticipando “El misterio de la mandarina”. Las dos tienen también una referencia nacional, la primera de Alemania, la segunda de la Rusia zarista, al igual que la primera serie de novelas y sus respectivos títulos. Ambos tienen un argumento de dos niveles de profundidad, en las que Ellery descubre primero una trama principal, y otra más tras esta a continuación. La primera historia es más débil, con claras referencias al Poe de "La carta robada" y a Conan Doyle en "La aventura de los seis napoleones", y la segunda es interesante porque con ella se inicia el interés de Ellery Queen por los argumentos con el "mensaje de un moribundo", que repetirá en "La mujer barbuda". Estos relatos iniciales muestran signos de influencia de Morley, The Haunted Bookshop (1919), y de Conan Doyle en El carbunclo azul.
En el relato inédito "El viajero africano", Ellery utiliza un recurso estimulante que usó una sola vez: como profesor de Criminología aplicada lleva a sus estudiantes al lugar del delito en donde el inspector Queen investiga y discute con la clase las soluciones alternativas del caso, a partir de algún tema como el del reloj del muerto parado a la hora del crimen. Tanto en "Los tres hombres cojos" como en "El amante invisible", la habilidad del detective consigue contra todas las apariencias salvar al respectivo "falso culpable" de la situación
"La pitillera de teca" (1933) es la quintaesencia del Queen más temprano, investigar una situación a fondo a modo de un rompecabezas. Se adopta el mismo enfoque que en novelas como El misterio de los polvos (1930). Ellery capta los hechos, luego saca deducciones, a continuación profundiza en la investigación, lo que precipita que vayan sucediendo más cosas, a lo que siguen nuevas deducciones  en cadenas cada vez más satisfactorias para la solución final del caso. La historia también demuestra el interés de Ellery Queen en los patrones simétricos. "El perro de dos cabezas" (1934) es un modelo gráfico de combinación entre el típico "puzzle" lógico y las historias de aventuras con fantasmas y tesoros en lugares siniestros, y una atmósfera angustiosa en un pequeño lugar de Nueva Inglaterra. La solución del misterio se revela solamente al final, al estilo de los relatos de Agatha Christie, sin el modelo de deducciones intermedias como en "La pitillera de teca". Esta historia es muy entretenida, bien ambientada en Nueva Inglaterra, y su solución es bastante inteligente.
"La acróbata ahorcada" (1934) sin embargo se revela más ligera, aparte de mostrar algunas tradiciones de vodevil, como si Ellery hubiera estado intentando echar algo de especia en sus cuentos para aumentar sus posibilidades de venta, un experimento ya no retomó, aunque se acercó con perversidad en "El retrato Bleeding" (1937). La frase final, según la cual el detective no estaba "verdaderamente interesado en los aspectos morales del crimen" aparecerá expuesta teóricamente en ¨El misterio de Cabo español", y más tarde aplicada en la práctica en "La ciudad desgraciada" y otras novelas posteriores.
Algunos de los mejores cuentos de la colección son los últimos. "Los siete gatos negros" (1934) tiene una muy entretenida trama, aunque quizá le falte profundizar en unos motivos aceptables para la muerte de los felinos del título. "La hora del té de locos" (1934) es un clásico del despiste argumental, a partir de los personajes y situaciones de “Alicia en el país de las maravillas" y "A través del espejo” de Carroll, combinados con el gusto de Dannay y lee por las series de mensajes misteriosos y de extraña relación entre sí. Los autores lo consideraron como su mejor cuento corto, tras  "The Affair at the Bungalow" de Agatha Christie y es el más sutil de todos los relatos cortos detectivescos. Se convirtió en un excelente programa de televisión, fielmente trasladado como un episodio de la serie de televisión “Ellery Queen” (1975), protagonizada por Jim Hutton como el joven detective Queen.
Un dato curioso es que el nombre de uno de los personajes de Los siete gatos negros, es muy conocido por el público actual, su nombre : Harry Potter.